# 크리스틴 돌턴 (배우)
크리스튼 댈턴(Kristen Dalton, 1966년 2월 14일 ~ )은 미국의 배우, 영화 제작자이다.
샌디에이고 군에서 태어났다.

## 출연작

### 영화
- 강철비 2: 정상회담 (2019년) - 미국 부통령 역
- 강철비 (2017년) - CIA지부장 조앤마틴 역
- 더티 데드 콘 맨 (2015년)
- 더 투 파멜라 (2013년)
- 데인저러스 플레이스 (2012년) - 클레어 역
- 완벽한 가족(영어판) (2011년)
- 애 봐주는 사람 구함 (2007년) - 바이올렛 스탠튼 역
- 디파티드 (2006년) - 그웬 역
- 버닝 다운 더 하우스 (2001년)
- 러브리 & 어메이징 (2001년)
- 아라크네의 비밀 2 (2000년)
- 록스베리 나이트 (1998년)
- 모정의 선택 (1997년)
- 스위퍼 (1996년)
- 디지털 맨 (1995년)
- 아워글래스 (1995년)
- 다니엘 스틸 - 가족 앨범 (1994년)
- 욕망의 이중주 (1994년)

### 텔레비전
- 베벌리힐스 아이들 (1994)
- 데드 존 (2002, The Dead Zone)
- CSI: 뉴욕 (2008)